# Godwin Beach
Godwin Beach är en strand i Australien. Den ligger i delstaten Queensland, omkring 43 kilometer norr om delstatshuvudstaden Brisbane. Genomsnittlig årsnederbörd är 1 434 millimeter. Den regnigaste månaden är januari, med i genomsnitt 283 mm nederbörd, och den torraste är oktober, med 22 mm nederbörd.